# حملة بلفاست

تألفت حملة بلفاست من أربع غارات جوية ألمانية على أهداف إستراتيجية في مدينة بلفاست في أيرلندا الشمالية، في شهري أبريل ومايو من عام 1941 خلال الحرب العالمية الثانية، وتسببت في خسائر كبيرة. شُنت الغارة الأولى ليلة 7-8 أبريل عام 1941، وكانت هجمة صغيرة من المرجح أنها حدثت بهدف اختبار دفاعات بلفاست لا أكثر. حدثت الثانية في ثلاثاء أسبوع الفصح الواقع في 15 أبريل عام 1941، إذ هاجمت مئتا قاذفة قنابل تابعة لـ لوفتفافه (القوات الجوية الألمانية) أهدافًا عسكرية وصناعية في مدينة بلفاست. توفي 900 شخص تقريبًا إثر القصف وجُرح 1,500 آخرين، وساد استخدام القنابل شديدة الانفجار في هذه الغارة. في ما خلا الغارات التي شُنت على لندن، تسببت هذه الغارة في أكبر خسائر من بين الغارات الليلية التي شُنت خلال الحملة الجوية الألمانية على المملكة المتحدة.
حدثت الغارة الثالثة على بلفاست خلال مساء وصباح 4-5 مايو عام 1941، وراح فيها 150 قتيلًا، وساد استخدام القنابل الحارقة في هذه الغارة. أما الغارة الرابعة والأخيرة، فقد حدثت في الليلة التالية، 5-6 مايو. دُمر بالمجمل أكثر من 1,300 منزل، وتعرض 5,000 منزل تقريبًا لأضرار جسيمة، وتعرض ما يقارب 30,000 منزل لأضرار طفيفة، في حين احتاج 20,000 منزل إلى «عمليات إصلاح أولية».

## حملة ثلاثاء أسبوع الفصح
أعلن ويليام جويس (المعروف بلقب «لورد هاو هاو») في بث إذاعي من هامبورغ أن «بيوض الفصح ستوزَّع على بلفاست».
في ثلاثاء أسبوع عيد الفصح، الواقع في 15 أبريل عام 1941، لاحظ المتفرجون الذين كانوا يشاهدون مباراة كرة قدم في ويندسور بارك وجود طائرة يونكرز يو 88 تابعة للوفتفافه تحوم في السماء.
غادرت 150 قاذفة قنابل قواعدها في شمال فرنسا وهولندا تلك الليلة واتجهت نحو بلفاست، وكان من بينها طائرات هينكيل هي 111، ويونكرز يو 88، ودورنير. في الساعة 10:40 مساءً، انطلقت صافرات إنذار الغارات الجوية، وتختلف الروايات حول التوقيت الذي أُلقيت فيه القنابل لتضيء المدينة. استهدفت الهجمة الأولى محطة مياه المدينة، التي كانت قد استُهدفت في الغارة السابقة، وأُلقيت القنابل شديدة الانفجار. اعتُقد في بداية الأمر أن الألمان أخطؤوا بين هذا الخزان والمرفأ ومواضع بناء السفن، حيث كانت أعمال الصيانة تُجرى للعديد من السفن، بما فيها إتش إم إس آرك رويال، غير أن هذا الهجوم لم يحدث عن طريق الخطأ. تعرضت ثلاثة مراكب كان العمل عليها قد شارف على الانتهاء في شركة هارلاند وَ وولف للضرب، وكذلك ضُربت محطة الطاقة هناك. ألقت وفود قاذفات القنابل المتتابعة قنابل حارقة شديدة الانفجار وألغامًا أرضية. حين أُلقيت القنابل الحارقة، اشتعلت المدينة لأن ضغط الماء كان أضعف من أن يساهم في إطفاء الحرائق بفعالية.
كان من بين المباني العامة التي دُمرت أو تعرضت لأضرار بالغة كل من قاعة الولائم التابعة لقاعة مدينة بلفاست، ومستشفى أولستر للنساء والأطفال، ومكتبة باليماكاريت، (يقع الأخيران في جادة تيمبلمور). نال القصف من مدرسة ستراند الابتدائية العامة، ومحطة قطار إل إم إس، وفندق ميدلاند المجاور في شارع يورك رود، ومحطة ترام جادة ساليزبيري. ضمت الكنائس التي دُمرت أو تضررت كلًا من كنيسة ماكروري ميموريال المشيخية في دونكيرن غاردينز، وكنيسة دونكيرن الميثودية، وكنيسة كاسلتون المشيخية في شارع يورك رود، وكنيسة القديس سيلاس في شارع أولدبارك رود، وكنيسة القديس جيمس في شارع أنتريم رود، وكنيسة نيوينغتون المشيخية في شارع لايمستون رود، وكنيسة كروملين المشيخية، وكنيسة الثالوث المقدس في شارع كليفتون ستريت، وكنيسة كليفتون ستريت المشيخية، وكنيسة يورك ستريت المشيخية، وكنيسة يورك ستريت المشيخية غير التابعة، وكنيسة نيوتاوناردز رود الميثودية، وكنيسة روزماري ستريت المشيخية (ولم يُعَد بناء الأخيرة).
كان من بين الشوارع التي تعرضت لقصف كبير في مركز المدينة شوارع هاي ستريت، وآن ستريت، وكاليندر ستريت، وتشيتشستر ستريت، وكاسل ستريت، وتومب ستريت، وبريدج ستريت (الذي طُمس بالكامل)، وروزماري ستريت، ووارينغ ستريت، ونورث ستريت، وفيكتوريا ستريت، ودونغول ستريت، ويورك ستريت، وغلوسيستر ستريت، وإيست بريدج ستريت. وفي شرق المدينة، شارعا ويستبورن ستريت ونيوكاسل ستريت في نيوتاوناردز رود، وتعرض شارع ثورندايك ستريت قرب ألبرتبريدج رود وجادة رافينسكروفت للدمار أو الضرر البالغ. في غرب المدينة وشمالها، تضمنت الشوارع التي قُصفت بشدة كلًا من بيرسي ستريت، ويورك بارك، ويورك كريسنت، وإيغلينتون ستريت، وكارليزل ستريت، وشوارع باليكلير ستريت وباليكاسل ستريت وبالينور ستريت قرب أولدبارك رود؛ بالإضافة إلى ساوثبورت ستريت، ووالتون ستريت، وأنتريم رود، وأناديل ستريت، وكليفتونفيل رود، وهيلمان ستريت، وجادة أتلانتيك، وهاليدايز رود، وجادة هيوندن، وسانينغديل بارك، وشانداره بارك، ووايتويل رود. مُسح شارع بيورك ستريت الذي كان يمتد بين شارعي أناديل ستريت وداوسون ستريت في منطقة نيو لودج عن الخريطة بالكامل، إذ سُويت منازله العشرون بالأرض ولقي كل قاطنيها حتفهم.
لم يُبدَ أي شكل من أشكال مقاومة، وامتنعت مدفعيات الدفاع الجوي عن إطلاق النار بسبب الاعتقاد الخاطئ باحتمال إلحاق الضرر بمقاتلات سلاح الجو الملكي، غير أن سلاح الجو الملكي لم يستجب، واستمر تساقط القنابل حتى الخامسة صباحًا.
تعرض 55 منزلًا لأضرار كبيرة ما أدى إلى تشرد 100,000 شخص مؤقتًا. باستثناء ما تعرضت له لندن، كانت هذه أكثر غارة ليلية تسببت بخسائر بشرية خلال الحملة الجوية الألمانية على المملكة المتحدة، إذ لقي 900 شخص تقريبًا حتفهم جرّاءها. هاجمت قاذفة قنابل خارجة عن السرب مدينة ديري، فقتلت 15 شخصًا. هاجمت أخرى بلدة بانغور، وقتلت خمسة أشخاص. بحلول الرابعة صباحًا، بدت ألسنة اللهب تأكل المدينة برمتها. في الساعة 4:15 صباحًا، استطاع جون ماكديرموت، وزير الأمن العام، أن يتصل بباسيل بروك (وزير الزراعة آنذاك) ويأخذ إذنًا بطلب المساعدة من الحكومة الأيرلندية. كتب بروك في يومياته: «منحتُه تفويضًا إذ كان واضحًا أن المسألة مسألة ائتلاف». منذ الساعة 1:45 صباحًا، قُطعت كامل الخطوط الهاتفية. لكن لحسن الحظ، ظل خط برق سكك الحديد بين بلفاست ودبلن يعمل، فأُرسلت البرقية عند الساعة 4:35 صباحًا، تطلب مساعدة التاوسيتش (رئيس الوزراء) الأيرلندي، إيمون دي فاليرا.

## الخسائر البشرية
خسر أكثر من 900 شخص أرواحهم، وتعرض 1,500 شخص للإصابات، كان من بينها 400 حالة خطرة. لحق التلف بخمسين ألف منزل، أي أكثر من نصف منازل المدينة، ودُمرت إحدى عشرة كنيسة ومستشفيان ومدرستان. تستند هذه الأرقام إلى التقارير الصحفية آنذاك والذاكرة الشخصية ومصادر رئيسية، مثل: جيمي دوهيرتي، وهو خفير غارات جوية (خدم لاحقًا في لندن خلال حملتي في-1 وَفي-2 الجويتين) وضع كتابًا عن حملة بلفاست؛ وإيما دوفين، الممرضة في مستشفى جامعة الملكة، (خدمت سابقًا خلال الحرب العظمى)، التي وثقت الأحداث في يومياتها؛ والرائد شون أوسوليفان، الذي أصدر تقريرًا مفصلًا لحكومة دبلن. كان ما كتبه براين بارتون من جامعة الملكة في بلفاست حول هذا الموضوع هو المادة الأغزر.

## العواقب

### ردة الفعل الجنوبية
بحلول السادسة صباحًا، بعد نحو ساعتين من طلب المساعدة، كان 71 رجل إطفاء و13 سيارة إطفاء من دوندالك، ودرودا، ودبلن، ودون ليري، في طريقهم إلى عبور الحدود الأيرلندية لمساعدة زملائهم في بلفاست. طُلب المتطوعون في كل المحطات، إذ كان الأمر خارج الحدود الاعتيادية لواجباتهم، واستجاب الجميع في كل الحالات. مكثوا هناك لمدة ثلاثة أيام، إلى أن أعادت حكومة أيرلندا الشمالية إرسالهم، وكان 250 رجل إطفاء قد وصلوا من كلايدسايد بحلول ذلك الوقت.

احتج التاوسيتش إيمون دي فاليرا على برلين بشكل رسمي، وأتبع ذلك بخطاب «إنهم شعبنا» الشهير، الذي ألقاه في كاسلبار التابعة لمقاطعة كاونتي مايو يوم الأحد الواقع في 20 أبريل 1941 (وورد اقتباسه في عدد السبت 26 أبريل 1941 من صحيفة دوندالك ديموكرات):
في الماضي، وربما في الحاضر أيضًا، لم يكن عدد منهم على توافق معنا من الناحية السياسية، لكنهم شعبنا -نحن شعب واحد لا يختلف- وأحزانهم في اللحظة الراهنة هي أحزاننا أيضًا؛ وأود أن أقول لهم إننا سنمدهم بأي مساعدة نستطيع تقديمها في الوقت الحالي من كل قلبنا، لاعتقادنا أنهم كانوا ليفعلوا المثل لو انعكست الظروف...
كان فرانك أيكن، الوزير الأيرلندي لشؤون تنسيق الإجراءات الدفاعية، موجودًا في بوسطن، ماساتشوستس آنذاك، وقدم حوارًا قال فيه: «أهالي بلفاست هم من الشعب الأيرلندي أيضًا».

## تصوير الحملة في الإعلام
يصور فيلم زوو (حديقة الحيوان) الصادر في عام 2017 إحدى الغارات الجوية خلال حملة بلفاست.